# São Paulo Futebol Clube (femenino)
El São Paulo Futebol Clube o simplemente São Paulo, es un club de fútbol femenino profesional con sede en São Paulo, Brasil. En la actualidad el club compite en la primera division del Brasileirao Femenino, máxima categoría del fútbol femenino brasileño. Es la sección femenina del São Paulo Futebol Clube.
Creado en 1997, el equipo no se estableció debido a problemas financieros y se disolvió en 2000. Posteriormente, se intento poner en funcionamiento en 2001, 2005 y 2015; hasta que el club se restableció en 2017, en asociación con el Centro Olímpico.
São Paulo ganó las cuatro competiciones que jugó en 1997, incluidas la Paulista y la Taça Brasil. Dos años después, volvió a ganar el campeonato Paulista. El próximo título solo se conquistaría veinte años después, en 2019, con el triunfo en la segunda división.

## Historia

Maycon, Juliana Cabral, Tânia Maranhão y Daniela Alves (jugadoras históricas del club).

São Paulo es considerado uno de los pioneros del fútbol femenino en el país según algunos comentaristas e historiadores, como Thomaz Mazzoni y José Witter. A pesar de esto, no hay muchos registros antes de la década de 1990.
El primer registro de competiciones oficiales organizadas por la federación estatal y la Confederación Brasileña data de 1997. En esta temporada, el elenco estuvo formado por las categorías inferiores del Saad Esporte Clube, que en ese momento era el principal club en el escenario femenino nacional. En el Campeonato Paulista, São Paulo predominó, aplicando una serie de derrotas a sus oponentes: Juventus (7-1 y 6-0), Mackenzie (5-1 y 5-0), Universidade de São Paulo (9-1 y 6 –0), Palmeiras (6–0), Portuguesa/Sant'anna (9–0) y Santos (3–0 y 4–1). El club terminó la temporada ganando las cuatro competiciones que jugó; además del Campeonato Paulista, São Paulo fue campeón del Torneo Campo Grande, el Torneo de Primavera y el Campeonato Brasileño. En este primer año disputó 32 partidos con 28 victorias, dos empates y dos derrotas, anotando 199 goles.
Durante los siguientes tres años, ganaría la Copa Eduardo José Farah, celebrada en Cubatão, y el Paulista, ambas en 1999. A pesar de continuar estableciéndose como uno de los principales protagonistas del país, el equipo no pudo superar al Portuguesa/Sant'anna, que se encargó de eliminar al São Paulo en campeonato estatal y en las Nacionales de Brasil de 1998. Estos dos juegos fueron las únicas derrotas sufridos en el período de 1998 a 2000. La primera suspensión de la sección femenina ocurrió en marzo de 2000 y São Paulo intentó reanudarla sin éxito en dos ocasiones, en 2001 y 2005.
El equipo femenino volvió después de diez años de ausencia; en 2015, el club debutó con una goleada sobre São Bernardo y lideró su grupo en la primera etapa del Paulista, incluyendo una victoria sobre el São José, que en ese momento era el campeón vigente de la Libertadores y de la Copa Intercontinental. En el mismo campeonato, São Paulo eliminó al Santos y al XV de Novembro, consiguiendo el subcampeonato. A pesar de los resultados, el club tuvo dificultades financieras y de gestión. En principio, la junta directiva declaró que los patrocinadores serían totalmente responsables del costo del proyecto; sin embargo, la sección femenina se disolvió antes del final del campeonato estatal debido a la falta de patrocinio.
Después de dos años de inactividad, São Paulo rearmó el fútbol femenino asociándose con el Centro Olímpico, e iniciando la categoría inferior que ganó importantes títulos. El 14 de enero de 2019, el club anunció el regreso a las competencias estatales y nacionales, junto con la confirmación de la contratación de la delantera Cristiane. Bajo el mando del técnico Lucas Piccinato, el equipo ganó el título de segunda división frente al Cruzeiro, así como el segundo lugar en la Copa Paulista y el Campeonato Paulista.

## Actual Directiva 2021
| Cargo                   | Nombre            |
| ----------------------- | ----------------- |
| Directora Deportiva     | Bandera de Brasil |
| Entrenador Principal    | Lucas Piccinato   |
| Asistente Técnico       | Dênis Borges      |
| Analista de Videos      | Bandera de Brasil |
| Preparador Físico       | Bandera de Brasil |
| Entrenadora de Porteros | Eric Alcacis      |
| Médico                  | Bandera de Brasil |
| Fisioterapeuta          | Bandera de Brasil |
| Utilero                 | Bandera de Brasil |
| Psicóloga               | Bandera de Brasil |

## Palmarés

### Títulos nacionales (2)
| Competición Nacional                  | Títulos | Subtítulos |
| ------------------------------------- | ------- | ---------- |
| Copa De Brasil Femenina (1/0)         | 1997    |            |
| Brasileirão Femenino - Serie A2 (1/0) | 2019    |            |

### Títulos estatales (2)
| Competición Estatal       | Títulos    | Subtítulos |
| ------------------------- | ---------- | ---------- |
| Campeonato Paulista (2/2) | 1997, 1999 | 2015, 2019 |